# Ногароле-Вичентино
Ногароле-Вичентино (итал. Nogarole Vicentino) — коммуна в Италии, располагается в провинции Виченца области Венеция.
Население составляет 1089 человек (2008 г.), плотность населения составляет 121 чел./км². Занимает площадь 9 км². Почтовый индекс — 36070. Телефонный код — 0444.
Покровителями коммуны почитают святых апостолов Симона Кананита и Фаддея, празднование 28 октября.

## Демография
Динамика населения:

## Администрация коммуны
- Официальный сайт: